# 유보 (양성후)
유보(劉報, ? ~ ?)는 전한 말기의 제후로, 평간경왕의 현손이다.

## 행적
아버지 유열의 뒤를 이어 양성후(陽城侯)에 봉해졌으나, 전한이 멸망하여 작위가 박탈되었다.

## 출전
- 반고, 《한서》 권15하 왕자후표 下

| 선대 아버지 양성희후 유열 | 전한의 양성후 ? ~ 8년 | 후대 (전한 멸망) |